# Ильичёвка (Саратовская область)
Ильичёвка — село в Марксовском муниципальном районе Саратовской области. Входит в Липовское муниципальное образование.

## География
Расположено на правом берегу реки Мечетка, в 17 км к юго-западу от села Липовка.

## Население
| 2010 |
| ---- |
| 6    |

## История
Бывший немецкий хутор Ней-Гаймат (Новая Родина). На основании Указа Президиума Верховного Совета РСФСР No 620/35 от 2 июля 1942 года «О переименовании некоторых сельских советов и населенных пунктов Саратовской области» переименован в Ильичёвку.